# Économie cognitive
L'économie cognitive est une approche de l'économie qui vise à enrichir les modèles économiques en dotant des agents apprenant, placés dans un contexte d’interaction, de formes de rationalité cognitive plus proches de la rationalité humaine, comme celles observée par l'économie comportementale.
Au niveau individuel, les croyance et les raisonnements des agents, en situation d'apprentissage, sont placés dans un contexte d’interaction dynamique. La révision des croyances peut intervenir à plusieurs niveaux cognitifs, dépendre des émotions, ou encore d'un système de valeurs.
Au niveau collectif, l'économie cognitive étudie les modalités des processus de diffusion d’information entre agents, ainsi que des conditions qui pourraient conduire à une convergence des croyances et à une compatibilité des actions.

## Principes
L’économie cognitive vise à répondre à certaines critiques adressées aux principes de rationalité et d'équilibre de l'économie classique. Elle associe un programme cognitiviste, fondé sur les anticipations, les croyances et les raisonnements individuels et un programme évolutionniste qui a pour vocation a rendre compte des processus d'apprentissage collectifs, dans un contexte social qui met l’accent sur les interactions inter-individuelles, les réseaux d’acteurs et l’émergence de structures ou normes sociales.

« L'économie cognitive est née de la jonction de deux programmes de recherches, un programme épistémique, issu d'une critique de la rationalité substantive de l'acteur, et un programme évolutionniste, issu d'une critique de la notion statique d'équilibre. Mettant l'accent sur les croyances et les raisonnements des acteurs d'une part, sur les processus d'interaction entre acteurs reliés par des réseaux d'autre part, elle s'appuie sur des outils mathématiques variés et fait des emprunts sélectifs aux sciences cognitives. De plus, elle s'intéresse aussi bien à la dimension cognitive des phénomènes économiques qu'aux contraintes économiques pesant sur les mécanismes cognitifs. »

— Bernard Walliser, École CNRS d'économie cognitive de Porquerolles, 2001
Pour André Orléan, il s'agit d'un projet de transformation qu'il qualifie de paradigmatique : « le plus souvent, on définit l’économie cognitive comme étant cette partie de la discipline économique qui a pour objet la dimension proprement cognitive des activités économiques, ce que j’appellerai l’économie cognitive au sens étroit (..) Bernard Walliser définit l’économie cognitive comme résultant de la convergence de deux programmes de recherche, l’un nommé « évolutionniste » et l’autre « cognitiviste », dont il dit qu’elle « participe de la volonté de construire une matrice unifiée des sciences sociales » . Ce que j’appelle l’économie cognitive au sens étroit correspond à ce que Walliser nomme le « programme cognitiviste » : « [Ce programme] met l’accent sur la cognition des acteurs comme facteur explicatif majeur de leurs comportements et des phénomènes économiques qui en découlent » »

« Ces deux programmes sont largement complémentaires. D’une part, les croyances des acteurs subissent des révisions en fonction des messages accumulés au cours du temps et les raisonnements des acteurs introduisent des anticipations hiérarchiques et croisées de leurs comportements respectifs. D’autre part, les processus des acteurs prennent la forme d’apprentissages qui manifestent leur rationalité cognitive et les réseaux entre acteurs transmettent des opinions qui reflètent les savoirs qu’ils détiennent. Enfin les capacités limitées de recueil et de traitement de l’information des acteurs sont partiellement compensés par le travail du temps qui permet l’accumulation d’une expérience et l’ajustement des actions
En résumé, l’économie cognitive peut être définie comme l’étude des croyances et des raisonnements des acteurs mobilisés dans des processus de choix interactifs et dynamiques »

— Bernard Walliser, dossier de constitution d’un GDR CNRS  d’économie cognitive, mai 2000 p. 2-3
Comme la psychologie cognitive, l’économie cognitive accorde une importance particulière aux expérimentations en laboratoire. Comme la sociologie cognitive ou l’anthropologie cognitive, elle a été aussi fortement influencée par les sciences cognitives, tout en apportant des concepts économiques spécifiques, comme les préférences qui traduisent une rationalité instrumentale des acteurs, ou l’accent sur le rôle central des formes de coordination entre acteurs. Enfin, les développements de l’économie cognitive appellent à un renouvellement réflexif de l’épistémologie et de la méthodologie de la discipline économique:

« Les croyances affectées aux acteurs, simplifiées du fait de leur rationalité cognitive limitée, peuvent être comparés aux modèles de modélisateur, idéaux du fait des mêmes contraintes cognitives (..) Les critères de validation, attribuées aux acteurs pour leurs croyances privées, peuvent être mis en parallèle avec les critères épistémologiques retenus par les savants pour les croyances scientifiques. »

— Bernard Walliser, dossier de constitution d’un GDR CNRS d’économie cognitive, mai 2000 p.8

## Origines et premiers développements
L'économie cognitive résulte d'abord d'une volonté du  Centre national de la recherche scientifique (CNRS) dans les années 1990-2000, de rapprocher, l'Économie et les sciences cognitives, domaine pluridisciplinaire alors en plein développement (Andler, 1992).
En juillet 1990, Paris accueille la seconde conférence internationale CECOIA (Conference Economics and Artificial Intelligence) qui donne leu en 1992 à la publication par Paul Bourgine et Bernard Walliser  d’un ouvrage collectif intitulé : Economics and Cognitive science. Il s’agit alors principalement d’explorer dans une perspective interdisciplinaire trois dimensions liées à la cognition individuelle :  les représentations mentales d’un agent faisant face à une incertitude complexe ; les contraintes computationnelles qui peuvent conduire un agent à une rationalité limitée ; les apprentissages et l'évolution d’un agent dans un environnement imparfaitement connu.
À la suite de cette conférence, le  CNRS, commande à Bertrand Munier et André Orléan un rapport sur la manière de renforcer les liens entre sciences cognitives et sciences économiques et de gestion. Ce rapport souligne que les réflexions précédentes consacrées aux sciences cognitives au CNRS « ne laissent qu’une place tout à fait marginale aux sciences économiques et de gestion ». Pourtant, soulignent les auteurs du rapport, « théorie économique et sciences de gestion ont opéré leur tournant cognitif bien avant que les sciences cognitives ne s’institutionnalisent ». En effet, de nombreuses spécialités de ces disciplines intègrent déjà des dimensions cognitives, comme en théorie de la décision (en particulier en situation de risque), une spécialité de Bertrand Munier, ou l’économie des conventions dont André Orléan est un des fondateurs. Ce dernier va contribuer à une intégration plus poussées des aspects collectifs de la cognition.
Le rapport propose donc de distinguer trois domaines : (i) les processus cognitifs de la décision individuelle, (ii) les dispositifs cognitifs collectifs et les formes interactives de la rationalité et (iii) les courants expérimentaux en économie et gestion. ce dernier domaine, de nature méthodologique plus que disciplinaire, a vocation à favoriser l’intégration des deux domaines disciplinaires précédents. Il comprend les méthodes de l’économie expérimentale et de la simulation informatique. Si la première classe de méthode est déjà bien instituée avec des revues internationales spécialisées et des travaux qui conduiront en 2002 à la désignation de deux lauréats du « prix Nobel d'économie » (Vernon Smith et Daniel Kahneman), la simulation informatique est alors en pleine expansion en économie, avec l’avènement des modèles basés sur des agents ou ACE (’’Agent-based Computational Economics’’ (en)), mais ces travaux n’en sont encore qu’à la fin des débuts
Une étape intermédiaire est réalisée au milieu des années 1990 par Pascal Petit, qui pilote un groupe de travail CNRS sur l’économie de l’information, auquel contribuent une partie des économistes moteurs dans le programme de recherche de l’économie cognitive : Bernard Walliser, Alan Kirman et André Orléan. Un ouvrage collectif sera publié en 1998.
Au tout début des années 2000, trois actions soutenues par le CNRS marquent le point de départ de travaux marquant un tournant cognitif en économie (Orléan 2002). Il s'agit de l’École de CNRS de Berder (Morbihan, mai 2000), du lancement d'un Groupement de recherche(GdR) CNRS sur l'économie cognitive et de l'école CNRS de Porquerolles (Var, 25 Septembre - 5 Octobre 2001).

## L’École d'économie cognitive de Porquerolles et les développements ultérieurs
Dans le résumé de son intervention, Bernard Walliser présente l'économie cognitive comme une approche résultant de la jonction deux programmes de recherches, qualifiés respectivement d'épistémique et d'évolutionniste.
Les acteurs principaux de ces actions sont principalement des ingénieurs-économistes polytechniciens comme Jacques Lesourne, Bernard Walliser, André Orléan et Paul Bourgine. Les questions transversales du rôle des interactions entre agents sur les marchés  et des dimensions individuelles et collectives de la rationalité sont traitées par l'économiste d'origine britannique Alan Kirman. Les axes traités sont pluridisciplinaires.
Le programme cognitiviste comprend : l'étude du raisonnement (Guy Politzer) ; des croyances (André Orléan) et de la logique épistémique (Philippe Mongin) ; la théorie de la décision (Bertrand Munier, Mohammed Abdellaoui ) ; de la théorie des jeux, (modes de coordination et processus d'équilibration entre acteurs, avec Jean-Pierre Ponssard Bernard Walliser, Francis Bloch, Jean-François Laslier, Jacques Durieu, Philippe Solal..)
Le programme évolutionniste comprend les dynamiques d'apprentissage et d'évolution en intelligence artificielle (Frédéric Alexandre) mais aussi un nombre important de sujets traités par des physiciens pratiquant l'éconophysique: Gérard Weisbuch (Théorie des systèmes dynamiques ) Sorin Solomon (émergence de Loi de puissance) ; Serge Galam, Mirta Gordon et Jean Pierre Nadal (applications de la physique statistique en économie)... De manière complémentaire, ces éléments sont abordés de manière plus spécifiquement économique par l'ouvrage de synthèse publié en 2002 par Jacques Lesourne, André Orléan et Bernard Walliser : Leçons de microéconomie évolutionniste.
Enfin, du côté des méthodes, les aspects cognitifs liés à l'économie expérimentale sont traités par Bernard Ruffieux et les (modèles basés sur des agents (en) et simulés au moyen de systèmes multi-agents par Denis Phan, et viennent compléter les sous-programmes constitutifs de l'économie cognitive.
En 2002, André Orléan annonce un tournant cognitif en économie dans un numéro spécial de la Revue d'économie Politique consacré à cette question et Bernard Walliser publie chez Odile Jacob un ouvrage de synthèse éponyme sur la question.
En 2004, un tour d'horizon en anglais, largement basé sur les interventions de l’École CNRS de Porquerolles est publié sous le titre Cognitive Economics, sous la direction de Paul Bourgine et de Jean Pierre Nadal. Cet ouvrage est plus un travail introductif, assez éclectique, à vocation à la fois pédagogique et exploratoire, que la synthèse aboutie d'un programme de recherche bien établi. De nombreuses questions, connues des auteurs, restent problématiques, comme l'intégration des deux dimensions individuelles et collectives, ou encore les degré de proximité et d'articulation des différentes approches avec les sciences cognitives.
En 2007, publication d'un ouvrage intitulé Cognitive Economics, New Trends, sous la direction de Richard Topol et Bernard Walliser. Cet ouvrage, issu d'un colloque international qui s'est tenu à Gif sur Yvette en 2004  bénéficie de la participation de plusieurs économistes étranger dont Massimo Egidi (en) et Akira Nataname. Enfin, Bernard Walliser publie en 2008 un nouvel ouvrage collectif intitulé: Économie et cognition aux Éditions de la Maison des sciences de l’homme.

## Critiques
Des critiques ont été formulées à l'égard des travaux fondateurs de l'économie cognitive, du point de vue de l'orthodoxie comme de celui de l'hétérodoxie économique.

### Recension de l'ouvrageCognitive Economics
En 2005, l'économiste américain Steven N. Durlauf (en) publie dans la prestigieuse revue Journal of Economic Literature (JEL) un recension assez sévère de l'ouvrage Cognitive Economics. La critique ne vise pas tant le contenu des contributions en tant que telles, que le manque de cohérence entre ces dernières, compte tenu de l'ambition du programme de recherche affichée dans l'introduction de Paul Bougine : l'économie cognitive y est définie comme « l'intégration dans la théorie économique des processus cognitifs individuels et collectifs et de leurs contraintes particulières, tant au niveau des agents individuels qu'à celui de leurs interactions dynamiques dans les processus économiques ». Durlauf ramène ces deux perspectives aux programmes de recherches déjà existants aux frontières de l'économie mainstream (Mainstream economics (en)). Selon ce point de vue, « l'économie cognitive semble n'être rien de plus que la combinaison d'éléments issus de l'économie comportementale et de la littérature sur les interactions sociales ; les affirmations selon lesquelles l'économie cognitive représente une rupture majeure avec l'économie contemporaine et constitue même un nouveau type de science sociale sont plus rhétoriques que substantielles (..) Les différentes entrées de ce livre sont trop souvent lues comme si les méthodes proposées ici étaient justifiées par l'invalidité évidente des hypothèses de rationalité qui sous-tendent la théorie néoclassique. Cela soulève la question de savoir si les méthodes proposées ici représentent un progrès ». Durlauf souligne enfin la faiblesse des développements portant sur des questions empiriques « Le succès d'un programme de recherche qui se présente comme un défi à l'économie néoclassique dépend de l'identification de phénomènes importants, pour lesquels le nouveau programme apporte une compréhension et/ou un pouvoir prédictif supérieurs aux modèles dominants ».
En renvoyant aux deux programmes de recherche de l'économie comportementale et l'économie des interactions sociales, la critique de Durlauf pointe une question problématique connue (mais non résolue) des participants du programme de recherche de l'économie cognitive, mais élude la question de l'intégration de ces deux dimensions, qui fait partie du projet de l'économie cognitive, que ce soit dans l'ouvrage cognitive economics ou dans celui de Bernard Walliser.

### Critiques de la dimension ‘’cognitiviste’’
Peu de critiques construites sous forme d'article ou de chapitre d'ouvrage ont été adressées à l’économie cognitive dans la littérature économique. Signalons cependant deux articles, l’un mis en ligne, l’autre publié dans ‘’’Intellectica’’’, une revue pluridisciplinaires orientée vers les sciences cognitives. A l'opposé des critiques de Durlauf dans le JEL, qui se situent d'un point de vue "orthodoxe" ces deux contributions adoptent une position "hétérodoxe", critiques en particulier sur la logique épistémique ‘’cognitiviste’’ axiomatisée par Bernard Walliser en 2002, qui entrainerait, selon eux, à une prédominance des détetminations individuelles sur le collectif.
En 2001, Bernard Paulré, membre du « second cercle » du GDR d’économie cognitive, a publié une première contribution critique intitulée : "Enjeux et dilemmes de l'économie cognitive". Contrairement à Bernard Walliser, il adopte une approche plutôt hétérodoxe en économie et met principalement l’accent sur la dimension collective et évolutionniste de l’économie cognitive. Plus précisément, il critique la logique épistémique et l’axiomatisation des croyances et de leur révision, sur la base desquelles Bernard Walliser entend fonder la dimension ‘’cognitiviste’’ de son programme de recherche, en articulation avec la théorie des jeux et la théorie de la décision.
Après avoir passé en revue l’historique de la prise en compte de l’information et de la communication en économie, il reprend la vielle opposition en sciences cognitive entre cognitivisme et connexionnisme, Bernard Paulré souligne alors que l’approche cognitiviste : 

« s'articule bien avec la rationalité économique du courant orthodoxe ainsi qu'avec sa forme amoindrie qui est le paradigme néo-rationaliste de la rationalité limitée de Herbert Simon. »

 Cependant, la connaissance individuelle procède toujours d’une interaction sociale ; en conséquence, il y a une l’imbrication étroite entre les aspects économiques et les aspects cognitifs, tant au niveau individuel que collectif. Ainsi, si la cognition  est  par  essence  une  opération individuelle, elle comporte toujours une dimension inter-individuelle et sociale. 

« Nous pouvons nous appuyer, pour défendre ce point de vue, sur les phénomènes de co-évolution. En écologie, on dit qu’il y a co-évolution quand l'évolution d'une espèce affecte l'évolution des espèces avec lesquelles elle interagit si bien que l’on assiste à une évolution globale associant une espèce et son environnement. Richard R. Nelson et Sidney G. Winte, ont clairement illustré, dans leur ouvrage de 1982, la co-évolution des structures industrielles et de ce qui est, dans leur modèle, la manifestation caractéristique du système cognitif des entreprises, à savoir la productivité. Ce point a été souligné récemment par Alan Kirman qui, dans un plaidoyer en faveur de la prise en compte  par  les  économistes, des structures  d’interaction, souligne que l’on  doit « considérer que les agents apprennent en fonction de leur environnement  et que l’environnement lui-même apprend en fonction des changements du comportement individuel. »

La seconde recension critique est signée Franck Cormerais et s’intitule "L’économie cognitive" de Bernard Walliser : renouvellement paradigmatique ou nouvelle illusion ? Elle ne vise pas le programme de recherche dans son ensemble, mais uniquement les positions soutenues dans l’ouvrage éponyme de Bernard Walliser publié en 2002. Selon Franck Cormerais, la position  méthodologique de ce dernier peut être rattaché à l’individualisme méthodologique ou plus précisément à un individualisme méthodologique ‘’complexe’’ au sens de  Jean Pierre Dupuy. Selon cette approche, il existe une dualité entre le niveau des actions individuelles et celui des propriétés et structures sociales, chaque niveau pouvant être vu comme le produit émergent et généralement irréductible de l’autre, sans qu’il soit donc possible de réduire un niveau à l’autre. La nature de ces interactions entre le niveau de l’action et celui du social renvoie ainsi au nécessaire couplage entre le programme « cognitif » et le programme « évolutionniste » qui est inscrit dans le projet l’économie cognitive. Pour Franck Cormerais, l’ouvrage de Bernard Walliser représenterait une version extrême d’un tel individualisme méthodologique complexe : « Cette fois, il ne s'agit pas tant d'extérioriser du social hors des consciences que de pratiquer le chemin inverse et d'aspirer tout le social dans un « mentalisme » propre au cognitivisme ».
Il énonce trois critiques qui le conduisent à adopter un point de vue cognitif inverse à celui de Walliser. (i) Il rejette l’individualisme méthodologique pour lui opposer un principe contraire d’individuation inspiré de Simondon, où l’individu ne serait que le produit émergent de formes sociales qui le transcendent. (ii) Il rejette l'approche choisie de la cognition, qualifiée de représentationelle (le concept de croyance chez Walliser apparait ainsi comme « une extension du concept de représentation qui permet dessiner une sorte de « grammaire générative » du social intégrable dans une formalisation »), a laquelle il préfère une approche qualifiée de non-représentationelle de la cognition. (iii) La critique porte enfin sur les acceptions des notions de ‘’connaissance’’ et ‘’d’information’’ qui font « l’impasse sur la relation entre technique, anthropologie et sociét », en opposition avec une approche qui retiendrait une perspective telle que Simondon l’a développée dans son ouvrage sur le mode d'existence des objets techniques.

## Développements connexes et postérité
Au delà des travaux de ses fondateurs qui ont été cités, l'économie cognitive ne s'est pas développée en tant que sous-domaine spécifique de l'économie. En effet, s'il y a bien eu un tournant cognitif en économie, celui-ci n'a pas pris la forme, comme en sociologie, de l'émergence d'un nouveau sous-domaine identifié en tant que tel, mais plutôt par le développement d'un point de vue plus cognitif dans les différents sous-domaine déjà existant mobilisés par l'économie cognitive, en particulier l’approfondissement des formes d’apprentissage et de rationalité cognitive, l’interaction entre les agents, et l’économie comportementale, complétée plus tard par l’émergence de la neuroéconomie, sans oublier les développements spécifiques de l’éconophysique, de la psychologie et de l’intelligence artificielle qui se situent largement en dehors du champ académique de l’économie.
Plus spécifiquement, la convergence entre le programme « cognitif » et le programme « évolutionniste » ne s’est jamais réalisé dans un cadre labelisé « économie cognitive », pour deux raisons : d’une part, comme on peut le voir avec la critique de Durlauf dans le JEL, chacune des deux perspectives retenues (individuel/epistemique et collectif/évolutionniste) possédait déjà ses propres réseaux, organisations et publications au niveau international (économie comportementale, économie interactions sociales) et aucune alternative syncrétique n’est apparue ; d’autre part, aucune développement théorique intégratif de ces deux dimension ne s’est imposé. Il a été soutenu que les modèles de simulation informatiques à base d’agent représentaient un candidat possible pour intégrer ces deux approches complémentaires , mais aucun modèle convaincant n’a été présenté dans ce domaine, même si l'émergence d'un programme de recherche approches basée sur les agents hétérogènes en interaction propose une esquisse de ce pourrait être une telle intégration.
En 2006, Alan Kirman participe à la création de la Société scientifique internationale for Economic Science with Heterogeneous Interacting Agents (ESHIA), qui propose une démarche interdisciplinaire en économie centrée sur les approches basées sur des agents hétérogènes en interaction. Cette société dispose d'une revue scientifique le Journal of Economic Interaction and Coordination (JEIC). Contrairement à la base très française de l'économie cognitive, les participants à ce nouveau programme se situent dès le départ au niveau international . Avec ce réseau international de chercheurs, le centre d'intérêt principal se déplace de la cognition proprement dite vers les approches à base d'agents en interaction. Le focus sur l'interaction et ses structures, plus que sur la cognition permet ainsi d'intégrer les dimensions épistémiques et évolutionnistes de la cognition dans un point de vue inclusif unique, sans doute au détriment de la première dimension (contrairement à l'approche de Bernard Walliser, qui accorde plus de place à l'individu). A l'exception d'Alan Kirman, l'économie cognitive à la française est peu représentée dans ces réseaux 
En 2009, Walliser propose une inscription des activités cognitives dans l’ontologie de l’économie, selon l'état actuel de la discipline, qu'il décline selon trois niveaux emboités chacun caractérisé par des notions spécifiques. « Le « niveau psychique » s’intéresse aux états mentaux des acteurs, à savoir essentiellement leurs croyances et leurs préférences. Le « niveau comportemental » s’intéresse aux actions que les acteurs mettent en œuvre, qu’elles soient de nature matérielle ou informationnelle. Le « niveau social » s’intéresse aux phénomènes collectifs issus des interactions entre les acteurs, qu’ils se déclinent comme combinaisons d’actions, comme réseaux d’interaction ou comme institutions émergentes. À la transition entre deux niveaux agissent des principes spécifiques, qui sont regroupés en un nombre réduit de schémas simples. ». Selon lui, on peut faire dériver une entité d’un certain niveau des entités du niveau inférieur (par exemple par émergence), mais le cadre conceptuel général auquel on pourrait rattacher les conditions ne cette dérivation reste à définir, il en est de même pour l’influence en retour des niveaux supérieurs vers les niveaux inférieurs, qui est peu explicitée. Il considère cependant qu’il peut exister une influence en retour du macroscopique vers le microscopique, et souligne la singularité des phénomènes émergents.
Les aspects cognitifs individuel ont également connu d'importants développements depuis une vingtaine d’année, dans le sillage des neurosciences cognitives, avec la  neuroéconomie, qui recours en particulier à l’imagerie cérébrale. Cette dernière approche, au croisement de l'économie et des neurosciences cognitives, donne une ouverture sans précédent sur les mécanismes cognitifs effectifs des individus grâce à l'imagerie cérébrale qui permet de repérer les zones du cerveau qui sont activées lors de décisions économiques
Le philosophe Pierre Livet n’apparait pas dans les publications programmatiques de l’économie cognitive, mais il a proposé une série de travaux qui pourraient constituer les fondements théoriques d’une intégration de ces niveauxontologiques, des états mentaux aux phénomènes sociaux